# نيكو مولر (رباع)
نيكو مولر (بالألمانية: Nico Müller)‏ هو رباع ألماني، ولد في 2 نوفمبر 1993 في Obrigheim ‏ في ألمانيا.

## وصلات خارجية
- نيكو مولر على موقع الاتحاد الدولي (الإنجليزية)
- نيكو مولر على موقع مشروع نتائج رفع الأثقال الدولية (الإنجليزية)
- نيكو مولر على موقع IAT Database Weightlifting (الألمانية)
- نيكو مولر على موقع اللجنة الأولمبية الدولية (الإنجليزية)
- نيكو مولر على موقع أوليمبيديا (الإنجليزية)
- نيكو مولر على موقع اللجنة الأولمبية الألمانية (الألمانية)